# Van Rijckevorsel

Wapen Van Rijckevorsel

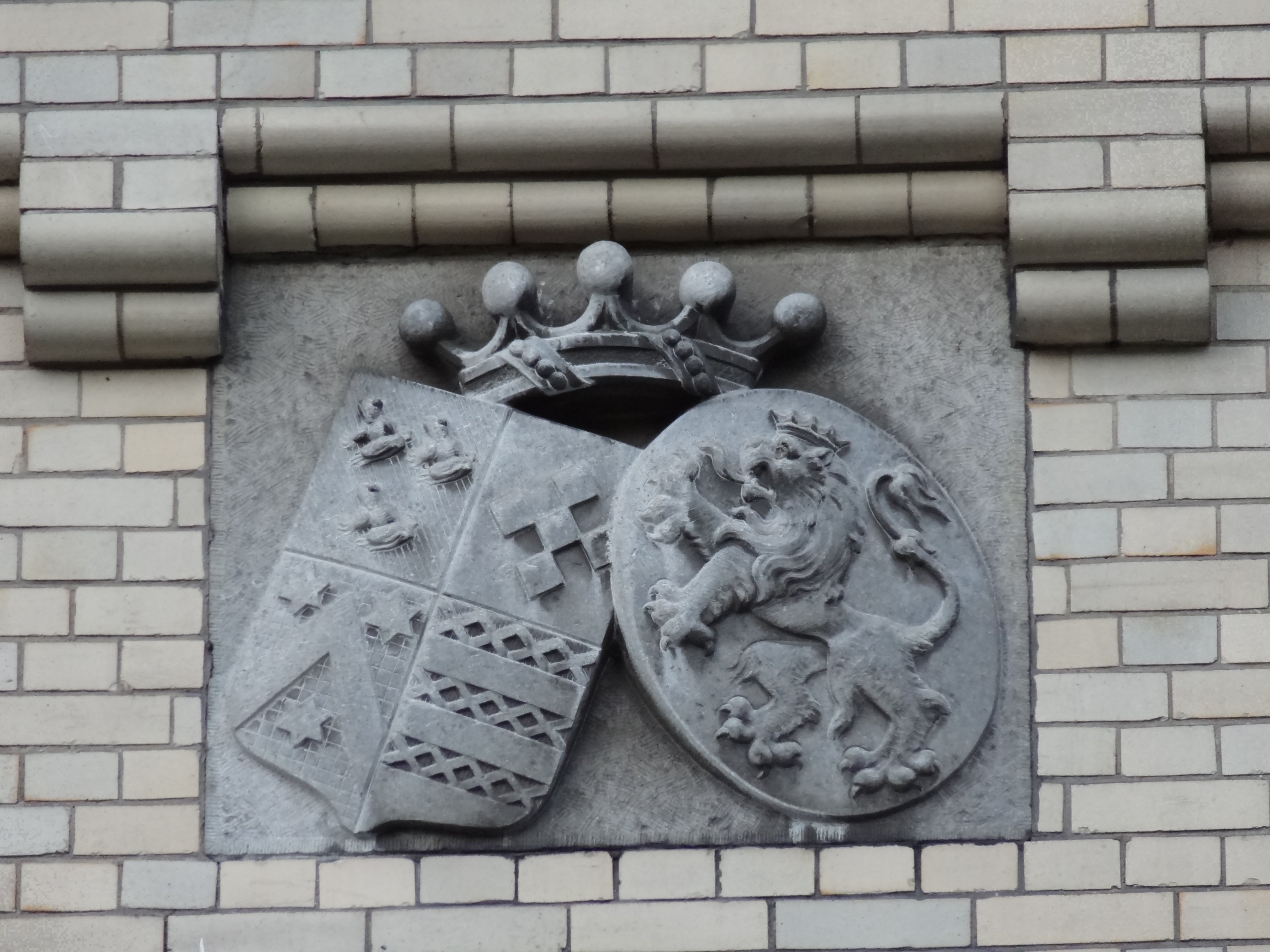
Alliantiewapen Van Rijckevorsel van Kessel-Van Nispen tot Pannerden

Van Rijckevorsel (ook: Van Rijckevorsel van Kessel) is een Nederlandse en Belgische familie waarvan leden vanaf 1829 tot de Nederlandse adel en vanaf 1976 tot de Belgische adel behoren.

## Geschiedenis
De stamreeks begint met Merten Cornelisz. (van Vorssel, van Rijckevorssel, van Rijckevorster, van Vorsselair), meester-timmerman die in 1523 een huis kocht in Breda.
Zijn directe nazaat, Augustinus Theodorus van Rijckevorsel van Kessel, heer van Kessel door koop in 1840 (1783-1846) werd bij KB van 15 september 1829 verheven in de Nederlandse adel en kreeg in 1841 de titel van baron bij eerstgeboorte; van hem stamt de tak Van Rijckevorsel van Kessel. Bij KB van 18 februari 1831 werd een broer van de laatstgenoemde, namelijk Jacobus Josephus van Rijckevorsel (1785-1862) eveneens verheven in de Nederlandse adel; hem werd in 1842 eveneens de titel van baron bij eerstgeboorte verleend. Een kleinzoon van een derde broer, Bernardus Jacobus van Rijckevorsel (1790-1841), namelijk mr. dr. Augustinus Bernardus Gijsbertus Maria van Rijckevorsel (1882-1957), werd in 1936 verheven in de Nederlandse adel.
Vanaf 17 september 1976 werden vier broers, allen directe nazaten van de vader van de drie voorgaanden, dat is van Thomas Cornelis van Rijckevorsel (1751-1818), verheven in de Belgische adel. In 2017 werd jhr. Jacques van Rijckevorsel (1950), directeur-generaal bij Solvay en echtgenote van Anne barones Greindl, erehofdame van koningin Paola, voorgedragen voor de persoonlijke titel van baron, hetgeen daarna rechtsgevolg verkreeg door het lichten van de open brieven.
In 1935-1936 en in 1976 werd het geslacht, inclusief de niet geadelde takken, opgenomen in het genealogische naslagwerk Nederland's Patriciaat.

## Enkele telgen
- Thomas Cornelis van Rijckevorsel (1751-1818), wethouder van 's-Hertogenbosch en lid van de vergadering van Notabelen
- Jacobus Josephus baron van Rijckevorsel (1785-1862), raad van Rotterdam, lid Provinciale Staten
- Abram van Rijckevorsel (1790-1864), lid van de Tweede Kamer
- jhr. Joannes van Rijckevorsel (1818-1890), glazenier en priester
- dr. Elie van Rijckevorsel (1845-1928), meteoroloog, ontdekkingsreiziger en oprichter van de Erasmusstichting Rotterdam[1]
- jhr. Aloysius Maria Josephus Theodorus van Rijckevorsel (1852-1925) burgemeester van Vught
- jhr. Thomas Cornelis Maria van Rijckevorsel (1868-1919), burgemeester van Den Dungen en Sint-Michielsgestel
- jhr. mr. dr. Augustinus Bernardus Gijsbertus Maria van Rijckevorsel (1882-1957), Commissaris van de Koningin in Noord-Brabant
- jhr. Hubert Louis Joseph Marie van Rijckevorsel van Kessel (1887-1946), burgemeester van Sint-Oedenrode
- jhr. dr. Joannes Leo Antonius Aloisius Maria (Jan) van Rijckevorsel (1889-1949), schilder, kunsthistoricus, museumdirecteur
- jhr. mr. René Anton van Rijckevorsel (1896-1967) burgemeester van Berlicum
- jhr. mr. Cornelis Thomas Jules van Rijckevorsel (1902-1975), burgemeester van Nuenen, Gerwen en Nederwetten
- jhr. mr. Frans Joseph Cornelis Maria van Rijckevorsel (1907-1959), burgemeester van Lisse en van Vught
- jhr. mr. Reinaldus Augustinus Theodorus Maria van Rijckevorsel (1907-1976), burgemeester van Gulpen
- Maarten Willem Joseph Maria van Rijckevorsel (1908-1975), burgemeester van Grathem en van Belfeld
- mr. Karel Thomas Maria van Rijckevorsel (1913-1999), lid van de Tweede Kamer
- drs. Laetitia Maria Louise van Rijckevorsel (1937), publiciste
- jhr. mr. Reinder Floris Rudolph Maria van Rijckevorsel (1945), burgemeester van Ammerzoden, van Lichtenvoorde, van Neerijnen en van Rozendaal
- prof. dr. Jan Lodewijk Adriaan van Rijckevorsel  (1946) , hoogleraar Universiteit van Amsterdam
- jhr. drs. René Maarten Maria van Rijckevorsel (1961), journalist en publicist

## Wapens

(1829)
(1841)
(1842)
(1844)